# Markskinn
Markskinn (Membranomyces spurius) är en svampart som först beskrevs av Hubert Bourdot, och fick sitt nu gällande namn av Jülich 1975. Membranomyces spurius ingår i släktet Membranomyces och familjen Clavulinaceae.  Arten är reproducerande i Sverige. Inga underarter finns listade i Catalogue of Life.